# Ферреруела
Ферреруела (ісп. Ferreruela) — муніципалітет в Іспанії, у складі автономної спільноти Кастилія-і-Леон, у провінції Самора. Населення — 531 особа (2010).
Муніципалітет розташований на відстані близько 250 км на північний захід від Мадрида, 39 км на північний захід від Самори.
На території муніципалітету розташовані такі населені пункти: (дані про населення за 2010 рік)
- Ескобер-де-Табара: 101 особа
- Ферреруела-де-Табара: 248 осіб
- Сеснандес-де-Табара: 182 особи

## Демографія
Динаміка населення (INE ):